# Napier Shaw
Sir William Napier Shaw, född 4 mars 1854 i Birmingham, död 23 mars 1945 i London, var en engelsk meteorolog.
Shaw var docent i fysik i Cambridge 1887–1899, sekreterare i Meteorological Council 1900–1905 och direktör för Meteorological Office 1905–1920. År 1909 införde han lufttrycksenheten millibar, vilken antogs internationellt 1929. Han utvecklade även tephigrammet (1915). Han blev Fellow of the Royal Society 1891, tilldelades Symons Gold Medal 1910,  knightvärdighet 1915, Royal Medal 1923 och Buys Ballot-medaljen samma år. Han invaldes som ledamot av Kungliga Vetenskapsakademien 1924.